# Automotore FS 213.4000
Gli automotori FS 213.4000 (gruppo 213 – serie 4000) sono dei piccoli mezzi di trazione a due assi motori e scartamento normale che hanno iniziato a prestare servizio a partire dal 1982 sugli impianti ferroviari dell'area fiorentina.

## Caratteristiche principali
Le locomotive vennero costruite, in numero di 3 unità, nel 1982 dagli stabilimenti di produzione FIPEM di Reggello (Firenze). Le 3 unità della piccola serie hanno preso servizio tutte nel Compartimento FS di Firenze nel corso del 1982 assumendo il numero di gruppo 213.4000 con i numeri di serie 4001-4003 per distinguerli dai piccoli locomotori Kö classificati precedentemente nel gruppo 213.9.
Il progetto della piccola locomotiva ha adottato, (come nel caso di altre realizzazioni della stessa ditta), un motore diesel a 4 tempi, a 8 cilindri disposti a V, della potenza di 95 kW a 2500 giri/minuto di produzione VM di Cento ("tipo 1308"); il propulsore è raffreddato ad aria e con trasmissione idromeccanica Twin Disc a 4 marce. La velocità massima è di 52 km/h con una forza di trazione massima pari a 60 kN.
La locomotiva è dotata di impianto frenante ad aria compressa con freno Westinghouse. Anche le sabbiere sono azionate ad aria compressa.
I tre automotori, tuttora esistenti, nel 2005 risultavano assegnati all'impianto di Firenze Osmannoro.